# Jakobsweg Weststeiermark
Der Jakobsweg Weststeiermark ist ein bundesländerübergreifender, ungefähr 153 Kilometer langer, beschilderter Abschnitt des Südösterreichischen Jakobsweges im österreichischen Jakobswegenetz.
Ausgehend von Thal in der Nähe von Graz führt der Pilgerweg überwiegend auf bestehenden Wander- und Wallfahrtsrouten, teilweise auf asphaltierten Gemeinde- und Landstraßen durch die Landschaftsschutzgebiete Westliches Berg- und Hügelland von Graz, Pleschkogel-Walzkogel-Pfaffenkogel, Pack-Reinischkogel-Rosenkogel, Koralpe und Soboth durch die Weststeiermark. Er überquert kurz nach dem Sobother Stausee die Grenze nach Kärnten, führt über Lorenzenberg sowie Sankt Lorenzen nach Lavamünd und mündet dort in den über Slowenien führenden Abschnitt des Südösterreichischen Jakobsweges.
Der Jakobsweg führt durch die steirischen Bezirke Graz-Umgebung, Voitsberg und Deutschlandsberg sowie durch den kärntnerischen Bezirk Wolfsberg.
Entlang des Weges befinden sich die Jakobskirchen Pfarrkirche Thal, Pfarrkirche Geistthal, Pfarrkirche Freiland bei Deutschlandsberg und Pfarrkirche Soboth.
Der Pilgerweg ist in acht Etappen mit einer Länge zwischen 14 und 26 Kilometer eingeteilt, an deren Beginn sowie bei jeder Jakobskirche sich ein Pilgerstein mit Angabe der noch zu begehenden Kilometer bis Santiago de Compostela befindet.

## Beschreibung
Der Jakobsweg durch die Weststeiermark beginnt bei der Pfarrkirche Thal und führt auf dem Weg nach Sankt Pankrazen (Ortschaft Gschnaidt) durch die Ortschaften Plankenwarth und Sankt Oswald bei Plankenwarth. In Stiwoll befindet sich eine Lourdesgrotte.
Auf dem Weg nach Bärnbach zur von Friedensreich Hundertwasser 1988 umgestalteten Stadtpfarrkirche Sankt Barbara befindet sich am nördlichsten Punkt des Weges die Jakobskirche Geistthal und auf der weiteren Strecke die Gemeinde Kohlschwarz und die Sankt Andreas-Kirche in Piber.
Vorbei an der Stadt Köflach und dem zweitgrößten Marienwallfahrtsort der Steiermark, Maria Lankowitz, erreicht man Edelschrott. Vorbei am Hirzmann-Stausee verläuft der Jakobsweg zum Hoiswirt nach Modriach. Auf dem Weg nach Osterwitz befindet sich in Freiland bei Deutschlandsberg eine Jakobskirche.
Hinauf zum Koralpenhaus wird die Weinebene durchwandert und als nächstes Ziel gelangt man zur Jakobskirche Soboth. Vorbei am Sobother Stausee überquert der Pilgerweg die steirisch-kärntnerische Grenze und führt bis nach Lavamünd.

## Projekt
Der Verein zur Förderung der steirischen Jakobswege wurde 2009 gegründet und hat das Ziel den südösterreichischen Jakobsweg mit der Variante durch die Weststeiermark zu bereichern.
Die Finanzierung erfolgte bislang weitgehend ohne Inanspruchnahme öffentlicher Gelder. Initiator und treibende Kraft des Vereins ist Reinhold Waldhaus. Das Projekt wird vom Österreichischen Alpenverein und von den österreichischen Naturfreunden sowie vom Tourismusverband Lipizzaner Heimat Steiermark unterstützt.

## Liste der Etappenziele
- Liste von Zielen und Stationen des Weststeirischen Jakobswegs